# Georges Tournay
Georges Tournay est un footballeur français devenu entraîneur né le 10 octobre 1960 à Cambrai.

## Biographie
Ancien attaquant du Racing Club de Lens, il reste fidèle au club nordiste en effectuant sa carrière d'entraîneur dans ce club, s'occupant de différentes équipes. 
Il entraîne l'équipe première du club à la suite de Rolland Courbis le 9 février 2001. Il estime cependant que sa place est plutôt comme adjoint et décide donc de revenir entraîneur-adjoint en juin 2001 jusqu'au limogeage de Joël Muller et son staff le 24 janvier 2005. 
En mai 2006, il obtient le DEPF, plus haut diplôme d'entraîneur en France, et devient directeur du centre de forrmation lensois.
En 2011, il est nommé entraineur-adjoint de l'équipe première dirigée par László Bölöni. 
Le 23 juin 2012, il est nommé entraîneur de l'US Boulogne. Il quitte à l'amiable le club le 13 février 2013.

## Carrière de joueur
- AC Cambrai
- 1977-1983 :  Racing Club de Lens (Division 1, Division 2, Division 1)
- 1983-1985 :  SC Abbeville (Division 2)
- 1985-1992 :  CS Louhans-Cuiseaux[4] (Division 3, Division 2)

## Carrière d'entraîneur
- US Boulogne (2012-février 2013)
- RC Lens, comme entraîneur adjoint (2011-juin 2011),
- Titulaire du DEPF depuis mai 2006, directeur de la formation lensoise
- RC Lens, comme entraîneur adjoint (2001-2005),
- RC Lens comme entraîneur de l'équipe première (du 09/02/2001 à 06/2001),
- RC Lens, comme entraîneur adjoint (1999-02/2001),
- RC Lens, comme entraîneur des 17 ans nationaux (1999),
- RC Lens, comme entraîneur de la CFA (1994-99),
- RC Lens, comme entraîneur de la DH (1992-94).